# 5217 Чаожоу
5217 Чаожоу (5217 Chaozhou) — астероїд головного поясу, відкритий 13 лютого 1966 року.
Тіссеранів параметр щодо Юпітера — 3,517.